# دهستان نقدوز
دهستان نقدوز یکی از دهستان‌های بخش فندقلو شهرستان اهر در استان آذربایجان شرقی است. مرکز این دهستان، روستای نقدوز است. دهستان نقدوز در تاریخ ۱۳ آبان ۱۳۹۷ خورشیدی تأسیس شده است.